# Formowanie stanowiska archeologicznego
Formowanie stanowiska archeologicznego – określenie na wszelkie zjawiska naturalne lub będące wynikiem działalności ludzkiej, które prowadzą do zachowania się źródeł archeologicznych.
Procesy formowania dzielą się na:
- kulturowe
- naturalne